# Пуркарени (Попешти)
Пуркарени (рум. Purcăreni) насеље је у Румунији у округу Арђеш у општини Попешти. Oпштина се налази на надморској висини од 161 m.

## Становништво
Према подацима из 2002. године у насељу је живело 893 становника, од којих су сви румунске националности.